# Obtrée
Obtrée är en kommun i departementet Côte-d'Or i regionen Bourgogne-Franche-Comté i östra Frankrike. Kommunen ligger i kantonen Châtillon-sur-Seine som tillhör arrondissementet Montbard. År 2022 hade Obtrée 80 invånare.

## Befolkningsutveckling
Antalet invånare i kommunen Obtrée
Referens:INSEE